# Tuamotujufferduif
De tuamotujufferduif (Ptilinopus coralensis) is een vogel uit de familie Columbidae (duiven). 

## Verspreiding en leefgebied
Deze soort is endemisch op de Tuamotu-eilanden (Frans-Polynesië), een groep van 78 vulkanische atollen in de Grote Oceaan. Van de acht onderzochte eilanden waren er vijf waarop deze jufferduif nog voorkwam. Op sommige eilanden is de duif  algemeen, op andere is de vogel schaars.

## Status
De vogel komt voor in verwaarloosde kokospalmplantages. Het broedsucces wordt negatief beïnvloed door de aanwezigheid van ratten (Rattus rattus) op sommige eilanden. Daarom staat de soort als gevoelig op de Rode Lijst van de IUCN.